# RS-443
Pour les articles homonymes, voir Route 443.
La RS 443 est une route locale du Nord-Est de l'État du Rio Grande do Sul reliant la municipalité de Protásio Alves à celle de Nova Prata. Elle dessert ces deux seules communes, et est longue de 18 km. Elle n'est pas asphaltée.